# Stelling van Routh
De stelling van Routh, genoemd naar Edward Routh, is een wiskundige stelling in de driehoeksmeetkunde.
Gegeven is een driehoek ABC met oppervlakte {\displaystyle A_{ABC}}. We verdelen de drie zijden van de driehoek in twee delen door de punten D, E en F te plaatsen op de zijden [BC], [AC] en [AB] of op het verlengde van de zijden. De verhoudingen van de twee segmenten van elke zijde noemen we r, s en t:
{\displaystyle {\overline {AF}}/{\overline {BF}}=r}
{\displaystyle {\overline {BD}}/{\overline {CD}}=s}
{\displaystyle {\overline {CE}}/{\overline {AE}}=t}
(de verhoudingen krijgen een minteken wanneer de twee segmenten verschillende richting hebben)
Wanneer we nu de hoektransversalen [AD], [BE] en [CF] trekken vanuit de punten D, E en F naar de tegenoverliggende hoekpunten A, B en C, vormen die een ingesloten driehoek GHI (rood aangeduid in de figuur).
De stelling van Routh stelt dat de oppervlakte van deze driehoek gelijk is aan:
{\displaystyle A_{GHI}={\frac {(rst-1)^{2}}{(st+s+1)(rt+t+1)(rs+r+1)}}A_{ABC}.}
De stelling van Ceva en de stelling van Menelaos zijn een bijzonder geval van deze stelling van Routh:
- wanneer de drie hoektransversalen een enkel snijpunt hebben is de oppervlakte van de omsloten driehoek gelijk aan nul; dat wil zeggen dat {\displaystyle rst=1}, zoals de stelling van Ceva zegt;
- wanneer {\displaystyle rst=-1} liggen volgens de stelling van Menelaos de punten D, E en F op één lijn.